# SKY (fm osaka)
SKY（スカイ）は、TOKYO FM、JFNC共同制作のラジオ番組『SKY』のエフエム大阪ローカル枠。

## 概要
2006年10月スタート。当初は前番組「Eyes on Japan」を引き継ぐ形で、番組構成はほぼそのままに番組が開始された。
SKYとしての放送時間は月曜～金曜7:00～8:20であり、7:00～7:30と8:00～8:20は東京制作のネットプログラムであるため大阪ローカル部分は7:30～8:00のみとなっていた。

## DJ
2人とも前番組から続投
- 月～水:大塚由美
- 木・金:下埜正太

## コーナー
- フライエミレーツ SPORTS ON AIR

サッカーを中心としたユーロスポーツのワンシーンをピックアップ。
- 7:38頃 トラフィック・リポート（金曜のみ大阪トヨタ自動車提供）
- 7:45頃 コジマ・キャッチ・ザ・ワールド（TFMでも同名のコーナーがあるが内容は別、企画ネット番組）
  - インターネットのおすすめサイトを紹介している。金曜のみ通常のコジマのCMではなくDJがお知らせを読み上げている。
- 7:54 ヘッドラインニュース（拓伸提供）
- 7:58 トラフィック・リポート（日刊スポーツ提供）